# Elección complementaria de Chile de abril de 1971
El domingo 4 de abril de 1971 se realizó una elección parlamentaria complementaria para llenar la vacancia de un senador en la Décima Agrupación Provincial (Chiloé, Aysén y Magallanes), en la zona sur de Chile, luego de la elección del senador Salvador Allende (PS) como presidente de la República en septiembre de 1970. Se realizó de manera simultánea con las elecciones de regidores a nivel nacional.

## Fecha de la elección
De acuerdo a la legislación vigente, las elecciones complementarias debían realizarse entre 30 y 60 días después de ocurrida la vacancia en el cargo correspondiente; del mismo modo, la convocatoria a dicha elección se debía realizar antes de 30 días desde que se inició la vacancia. De esta forma, la elección extraordinaria debería haberse realizado entre el 10 de enero y el 9 de febrero de 1971. El proyecto de ley para postergar dicha elección hasta el primer domingo de abril, de modo que coincidiera con las elecciones de regidores, fue discutido por la Comisión de Constitución, Legislación y Justicia de la Cámara de Diputados y aprobada por el pleno del mismo el 3 de diciembre de 1970 para su tramitación en el Senado.
El proyecto de ley para prorrogar la elección complementaria fue discutido con urgencia en el Senado, dado que ya había vencido el plazo constitucional para que se convocara a la elección, y fue aprobado en la cámara alta el 23 de diciembre de 1970 por 23 votos a favor y 3 en contra. El 29 de diciembre fue promulgada la Ley 17397, que fijó la elección extraordinaria de senador por la Décima Agrupación Provincial para el mismo día en que se realizaran las siguientes elecciones de regidores, es decir el 4 de abril de 1971.

## Candidatos y campaña

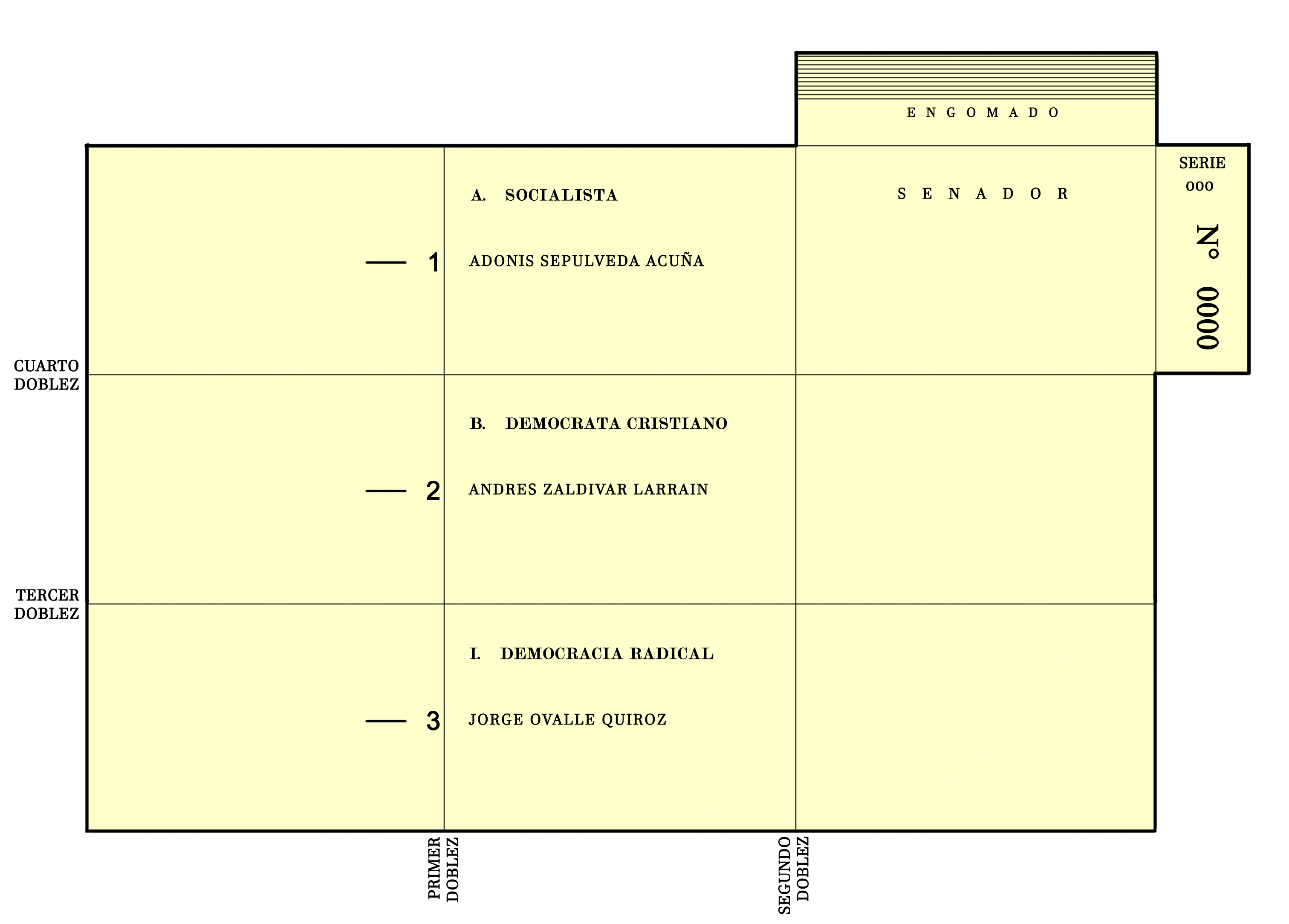
Voto utilizado en la elección.

Los partidos que formaban parte de la Unidad Popular (UP), coalición que gobernaba tras el triunfo de Salvador Allende en la elección presidencial de 1970, nominaron a Adonis Sepúlveda (PS) como su candidato. Si bien la directiva nacional del Partido Democrático Nacional (Padena) acordó no apoyar a ningún candidato, en enero de 1971 la directiva provincial de Aysén y Magallanes decidió realizar campaña a favor de Adonis Sepúlveda. La candidatura de Sepúlveda fue inscrita en la Dirección del Registro Electoral el 17 de febrero.
El Partido Demócrata Cristiano (PDC) presentó la candidatura de Andrés Zaldívar, exministro de Hacienda del gobierno de Eduardo Frei Montalva, inscribiendo su postulación en la Dirección del Registro Electoral el 9 de febrero. Si la elección complementaria no hubiese sido postergada hasta abril de 1971, Zaldívar no habría podido ser candidato dado que aun no cumplía los 35 años requeridos por la Constitución Política de la República para ser senador.
Por parte de la derecha, la Democracia Radical (DR) nominó al abogado Jorge Ovalle, quien inscribió su candidatura en la Dirección del Registro Electoral el 11 de febrero. El Partido Nacional (PN) había propuesto inicialmente la candidatura de Silvia Alessandri, sin embargo renunció a su postulación el 11 de febrero.
El 5 de marzo de 1971 el Tribunal Calificador de Elecciones determinó que las candidaturas debían llevar la misma letra que la de su respectivo partido en la papeleta de votación de regidores que se realizaría el mismo día de la elección complementaria, a fin de evitar confusiones en los votantes. De esta forma, en primer lugar quedó Adonis Sepúlveda, seguido de Andrés Zaldívar y Jorge Ovalle. La cédula de votación era de color amarillo.
La efervescencia política de la época también se hizo parte de la campaña para la elección complementaria: en la madrugada del día de la elección (4 de abril de 1971), Juan Millalonco —militante demócratacristiano de 17 años y adherente de la candidatura de Andrés Zaldívar— falleció debido a disparos realizados desde una sede del Partido Socialista en Puerto Aysén. Producto de dicha muerte, la Juventud Demócrata Cristiana (JDC) bautizó como «Falange Juan Millalonco» al equipo de trabajo en el campo poblacional.

## Resultados
Los resultados oficiales de la elección parlamentaria fueron los siguientes:
|  | 50.85 % |

|  | 33.35 % |

|  | 15.80 % |

Adonis Sepúlveda asumió su cargo de senador el 21 de mayo de 1971, durante la sesión del Congreso Pleno realizada con ocasión de la Cuenta Pública del Presidente de la República de Chile.